# Мыцельский, Мацей
Мацей Мыцельский (пол. Maciej Mycielski; 1690 — 3 октября 1747, Шубин) — польский государственный деятель, каштелян познанский в 1737—1747 годах, каштелян калишский в 1732—1737 годах, маршалок Коронного трибунала в 1728 году, хорунжий надворный коронный (1717—1732).

## Биография
Представитель польского шляхетского рода Мыцельских герба «Долэнга». Сын Адама Яна Мыцельского (1663—1723) и Анны Неголевской (1664—1723)
В Северной войне поддержал Августа II Сильного и принял участие в боях на его стороне. В 1714 году он был чашником всховским. Благодаря покровительству Януша Вишневецкого 13 декабря 1717 года он был произведен в чин хорунжего надворного коронного. В 1727 году он был депутатом от Великопольского воеводства в Коронном трибунале в Люблине. После смерти предводителя трибунала Яна Антония Радомицкого единогласно избран маршалком 1 мая 1728 года. Был членом генеральной конфедерации, созданной 27 апреля 1733 года на созыве сейма. В 1733 году он принял участие в конвокационном сейме, затем в элекционном сейме, где 10 сентября подписал от Калишского воеводства избрание на польский королевский престол Станислава Лещинского. На пацификационном сейме в июле 1736 года он подписал грамоту об избрании на польский трон саксонского курфюрста Августа III. В 1737—1746 годах его много раз делегировали уполномоченным Сената в Скарбовый трибунал в Радоме. 14 июля 1737 года он стал каштеляном познанским. 3 августа 1742 года он был награждён орденом Белого Орла.
Как единственный сын, Мацей Мыцельский унаследовал от своего отца большое состояние, которое он почти удвоил за счет различных покупок и наследства.
В 1715 году Мацей Мыцельский женился на Веронике Конаржевской (1699 — 15 марта 1762), дочери старосты конинского Филиппа Конаржевского. Их дети:
- Юзефа Каролина Мыцельская (р. 1720), муж — Димитр Иполит Александр Яблоновский (1706—1788)
- Тереза Мыцельская (1724—1753), муж — Юзеф Скорожевский
- Анна Луиза Мыцельская (1729—1771), 1-й муж — Леон Михаил Радзивилл (1722—1751), 2-й муж — Михаил Казимир Рыбонька Радзивилл (1702—1762)
- Виктория Пелагея Мыцельская (ок. 1730 — ок. 1806)
- Юзеф Антоний Мыцельский (1733—1789), генерал-лейтенант, воевода иновроцлавский (1784—1789)
- Теофила Мыцельская (ок. 1732 — ок. 1810)
- Станислав Филипп Нереуш Мыцельский (1735—1818), писатель, генерал-майор литовских войск
- Ян Непомуцен Мыцельский (1736—1805)
- Тереза Мыцельская (1740—1751)
- Адам Мыцельский (? — 1740)

В 1715 году Мацей обеспечил ей приданое и подписал с ней взаимную пожизненную ренту. Как последняя из семьи, она принесла мужу после родителей и брата Димитра большие поместья. Ему принадлежали Шамотулы и Гостынь в Познанском воеводстве, Шубин и Тулишкув в Калишском воеводстве, Гринки в Новогрудском воеводстве и Куликовичи на Волыни.
Мацей Мыцельский скончался в Шубине и был похоронен в Гостыне. Жена Вероника возвела новое здание монастыря и отреставрировала их церковь, которая с тех пор стала местом упокоения этой линии Мыцельских.